# It takes two – London, wir kommen!
Der Jugendfilm It takes two – London, wir kommen! des Regisseurs Craig Shapiro, ist ein Film mit den Olsen-Zwillingen aus dem Jahr 2001.

## Handlung
Chloe und Riley Lawrence haben zusammen mit ihrem Team bei den Vorausscheidungen zum Uno Jugendwettbewerb gewonnen. Bei diesem Wettbewerb versetzten sich die Teilnehmer in die Interessen anderen Ländern und bringen möglichst gut dargestellt diese bei einer simulierten UN-Versammlung vor. Die Vorausscheidungsgewinner verschiedener Länder treffen sich zur Endausscheidung in London.
In London angekommen wird eine Panne entdeckt. Das Team von Chloe und Riley sollte China vertreten. Aber auch ein anderes Team ist für dieses Land eingetragen worden. Nach der Einigung müssen sie nun ein neues Land vertreten und entscheiden sich für Großbritannien. Das bedeutet für sie, dass sie in kürzester Zeit alle Fakten von Großbritannien lernen müssen. Zunächst verbringen sie die Zeit mit Büchern. Doch dann kommen sie auf die Idee, wenn sie schon in London sind, können sie ihr Wissen auch vor Ort recherchieren.
Bei der simulierten UN-Versammlung geht in dessen der Wettbewerb los. Die Jugendlichen lernen dadurch die Unterschiede in den Ländern zu überwinden. Und auch der Vater springt schließlich über die Standesunterschiede. Und so kann schließlich das Paar zueinander finden.

## Kritik
„Belanglose Teenie-Komödie, die bestenfalls im Aufeinanderprallen zweier grundverschiedener Kulturen einigen Reiz entfaltet.“